# Список губернаторів Каліфорнії

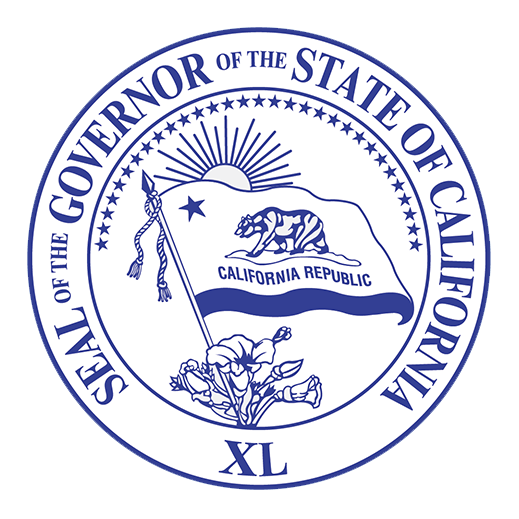
Печатка Губернатора Каліфорнії.

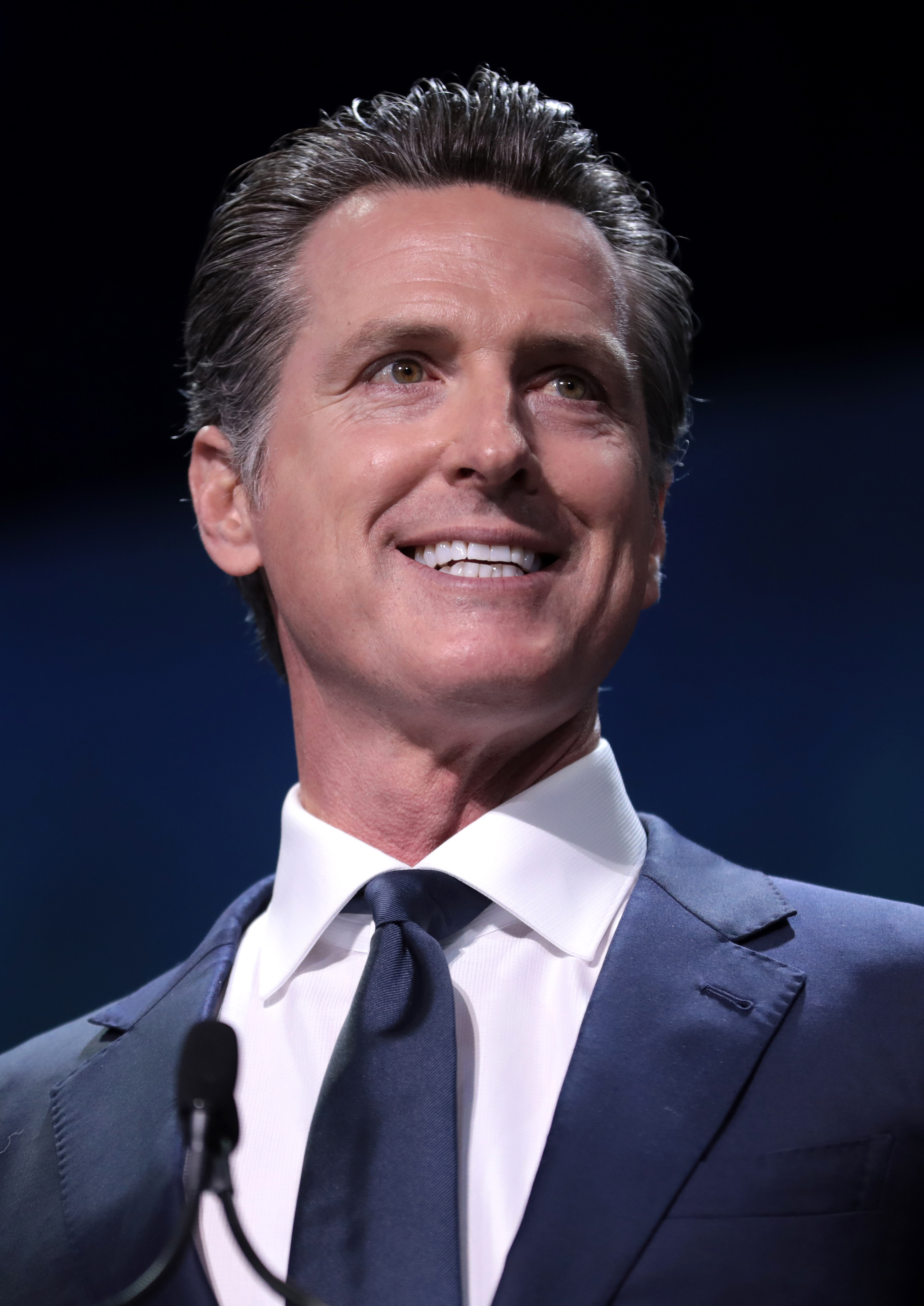
Ґевін Ньюсом, 40-й і чинний губернатор Каліфорнії.

Губернатор штату Каліфорнія — головний посадовець штату Каліфорнія, до чиїх обов'язків входить підготовка звернення до Законодавчих зборів штату, подання проєкту бюджету і забезпечення дотримання законів штату. Губернатор є також головнокомандувачем для Національної гвардії Каліфорнії. Посада введена в 1849 році, до оголошення Каліфорнії штатом.
39 осіб були губернаторами протягом 40 каденцій, багато з них були впливовими на національному рівні у сферах, віддалених від політики. Восьмий губернатор Ліленд Стенфорд у 1891 році заснував Стенфордський університет. Тридцятий губернатор Ерл Воррен, який пізніше стане Головою Верховного суду США, переміг у виборах, бувши номінованим одразу трьома великими партіями, і таким чином став єдиним, хто отримав цю посаду по суті без суперництва. Рональд Рейган, який до губернаторства був головою Гільдії кіноакторів США, а після Президентом США, та Арнольд Шварценеггер обидва були популярними кіноакторами. Грей Девіс, 37-й губернатор, був лише другим за історію США губернатором, відкликаним із посади. Мілтон Латам мав найкоротшу каденцію довжиною всього у п'ять днів, після яких Законодавчі збори штату обрали його до Сенату США, щоб заповнити вакантне місце. Найдовше губернатором був Джеррі Браун, він був губернатором спочатку із 1975 до 1983, а потім ще раз із 2011 до 2019. Він поки що є єдиним губернатором, яким мав непослідовні терміни губернаторства. Він є сином іншого губернатора 1959-1967 років, Пета Брауна.

## Губернатори штату
Територія, яка зараз є штатом Каліфорнія, була отримана Сполученими Штатами Америки від Мексики за договором Гвадалупе-Гідальго внаслідок поразки Мексики в Американо-мексиканській війні. На відміну від більшості інших штатів, Каліфорнія ніколи не була в статусі території США і стала 31-м штатом 9 вересня 1850 без цього проміжного етапу.
Початкова Конституція Каліфорнії 1849 року вимагала проведення виборів кожні два роки, без указання конкретних дат. Поправка, внесена в 1862 році, збільшила термін губернаторства з двох до чотирьох років, а Конституція 1879 року встановила початком терміну перший понеділок року, наступного після виборів. У 1990 році Пропозицію №140 щодо внесення змін до Конституції було схвалено. Вона запровадила обмеження на перебування на посаді у два терміни. До цього лише Ерл Воррен був губернатором понад два терміни. Джеррі Браун зміг бути обраним на третій термін у 2010 році, оскільки його перші два терміни були до введення поправки. Конституція 1849 року також запровадила посаду віцегубернатора (англ. Lieutenant Governor), який у разі вакантності посади губернатора обіймає цю посаду. Губернатор та віцегубернатор обираються окремо.
| №  | Фото                                     | Губернатор             | Партія                                      | Партія              | Початок каденції  | Кінець каденції      | Причина відставки                  | Рік виборів                                | Віцегубернатор                         | Віцегубернатор                       |
| -- | ---------------------------------------- | ---------------------- | ------------------------------------------- | ------------------- | ----------------- | -------------------- | ---------------------------------- | ------------------------------------------ | -------------------------------------- | ------------------------------------ |
| 1  |                                          | Пітер Хардман Бернетт  |                                             | Демократ            | 20 грудня 1849    | 9 січня 1851         | за власним бажанням                | 1849                                       |                                        | Джон Мак-Дугалл                      |
| 2  |                                          | Джон Мак-Дугалл        | Демократ                                    | 9 січня 1851        | 8 січня 1852      | не балотувався знову | Перейшов із посади віцегубернатора | Девід Бродерік (виконував обов'язки)       |                                        |                                      |
| 3  |                                          | Джон Біглер            | Демократ                                    | 8 січня 1852        | 9 січня 1856      | програв вибори       | 1851                               | Семюел Парді                               |                                        |                                      |
| 3  | 1853                                     | Джон Біглер            | Демократ                                    | 8 січня 1852        | 9 січня 1856      | програв вибори       |                                    | Семюел Парді                               |                                        |                                      |
| 4  |                                          | Джон Нілі Джонсон      |                                             | Американська партія | 9 січня 1856      | 8 січня 1858         | не балотувався знову               | 1855                                       |                                        | Роберт Андерсон                      |
| 5  |                                          | Джон Веллер            |                                             | Демократ            | 8 січня 1858      | 9 січня 1860         | не балотувався знову               | 1857                                       |                                        | Джозеф Вокап                         |
| 6  |                                          | Мілтон Латам           | Демократ                                    | 9 січня 1860        | 14 січня 1860     | за власним бажанням  | 1859                               | Джон Дауні                                 |                                        |                                      |
| 7  |                                          | Джон Дауні             | Демократ                                    | 14 січня 1860       | 10 січня 1862     | не балотувався знову | Перейшов із посади віцегубернатора | Ісаак Квінн (виконував обов'язки)          |                                        |                                      |
| 7  | Пабло де ла-Гуерра (виконував обов'язки) | Джон Дауні             | Демократ                                    | 14 січня 1860       | 10 січня 1862     | не балотувався знову | Перейшов із посади віцегубернатора |                                            |                                        |                                      |
| 8  |                                          | Ліленд Стенфорд        |                                             | Республіканець      | 10 січня 1862     | 10 грудня 1863       | не балотувався знову               | 1861                                       |                                        | Джон Челліс                          |
| 9  |                                          | Фредерік Лоу           | Республіканець                              | 10 грудня 1863      | 5 грудня 1867     | не балотувався знову | 1863                               | Тім Мачін                                  |                                        |                                      |
| 10 |                                          | Генрі Гантлі Гайт      |                                             | Демократ            | 5 грудня 1867     | 8 грудня 1871        | програв вибори                     | 1867                                       |                                        | Вільям Голден                        |
| 11 |                                          | Ньютон Бут             |                                             | Республіканець      | 8 грудня 1871     | 27 лютого 1875       | за власним бажанням                | 1871                                       |                                        | Ромуальдо Пачеко                     |
| 12 |                                          | Ромуальдо Пачеко       | Республіканець                              | 27 лютого 1875      | 9 грудня 1875     | не балотувався знову | Перейшов з посади віцегубернатора  |                                            | Вільям Ірвін (виконував обов'язки)     |                                      |
| 13 |                                          | Вільям Ірвін           |                                             | Демократ            | 9 грудня 1875     | 8 січня 1880         | не балотувався знову               | 1875                                       | Джеймс Джонсон                         |                                      |
| 14 |                                          | Джордж Клемент Перкінс |                                             | Республіканець      | 8 січня 1880      | 10 січня 1883        | не балотувався знову               | 1879                                       |                                        | Джон Менсфілд                        |
| 15 |                                          | Джордж Стоунмен        |                                             | Демократ            | 10 січня 1883     | 8 січня 1887         | не балотувався знову               | 1882                                       |                                        | Джон Даггетт                         |
| 16 |                                          | Вашингтон Бартлетт     | Демократ                                    | 8 січня 1887        | 12 вересня 1887   | помер на посаді      | 1886                               |                                            | Роберт Вотермен                        |                                      |
| 17 |                                          | Роберт Вотермен        |                                             | Республіканець      | 12 вересня 1887   | 8 січня 1891         | не балотувався знову               | Перейшов із посади віцегубернатора         |                                        | Стівен Вайт (виконував обов'язки)    |
| 18 |                                          | Генрі Маркгем          | Республіканець                              | 8 січня 1891        | 11 січня 1895     | не балотувався знову | 1890                               |                                            | Джон Реддік                            |                                      |
| 19 |                                          | Джеймс Бадд            |                                             | Демократ            | 11 січня 1895     | 4 січня 1899         | не балотувався знову               | 1894                                       | Спенсер Міллард (помер 24 жовтня 1895) |                                      |
| 19 | Вільям Джетер                            | Джеймс Бадд            |                                             | Демократ            | 11 січня 1895     | 4 січня 1899         | не балотувався знову               | 1894                                       |                                        |                                      |
| 20 |                                          | Генрі Ґейдж            |                                             | Республіканець      | 4 січня 1899      | 7 січня 1903         | не балотувався знову               | 1898                                       |                                        | Джейкоб Нефф                         |
| 21 |                                          | Джордж Парді           | Республіканець                              | 7 січня 1903        | 9 січня 1907      | не балотувався знову | 1902                               | Одлен Андерсон                             |                                        |                                      |
| 22 |                                          | Джеймс Джилетт         | Республіканець                              | 9 січня 1907        | 3 січня 1911      | не балотувався знову | 1906                               | Воррен Портер                              |                                        |                                      |
| 23 |                                          | Хірам Джонсон          | Республіканець                              | 3 січня 1911        | 15 березня 1917   | за власним бажанням  | 1910                               | Альберт Джозеф Воллес                      |                                        |                                      |
| 23 |                                          | Хірам Джонсон          | Прогресивіст                                | 3 січня 1911        | 15 березня 1917   | за власним бажанням  | 1914                               |                                            | Джон Ешлман (помер 28 лютого 1916)     |                                      |
| 23 | Посада вакантна                          | Хірам Джонсон          | Прогресивіст                                | 3 січня 1911        | 15 березня 1917   | за власним бажанням  | 1914                               |                                            |                                        |                                      |
| 23 | Вільям Стівенс                           | Хірам Джонсон          | Прогресивіст                                | 3 січня 1911        | 15 березня 1917   | за власним бажанням  | 1914                               |                                            |                                        |                                      |
| 24 |                                          | Вільям Стівенс         |                                             | Республіканець      | 15 березня 1917   | 8 січня 1923         | не балотувався знову               | Перейшов з посади віцегубернатора          | Посада вакантна                        | Посада вакантна                      |
| 24 | 1918                                     | Вільям Стівенс         |                                             | Республіканець      | 15 березня 1917   | 8 січня 1923         | не балотувався знову               | Клемент Калгун Янг                         |                                        |                                      |
| 25 |                                          | Френд Річардсон        | Республіканець                              | 8 січня 1923        | 4 січня 1927      | не балотувався знову | 1922                               | Клемент Калгун Янг                         |                                        |                                      |
| 26 |                                          | Клемент Калгун Янг     | Республіканець                              | 4 січня 1927        | 6 січня 1931      | програв номінацію    | 1926                               | Б'юрон Фіттс (відставка 30 листопада 1928) |                                        |                                      |
| 26 | Посада вакантна                          | Клемент Калгун Янг     | Республіканець                              | 4 січня 1927        | 6 січня 1931      | програв номінацію    | 1926                               |                                            |                                        |                                      |
| 26 | Гершель Карнаган                         | Клемент Калгун Янг     | Республіканець                              | 4 січня 1927        | 6 січня 1931      | програв номінацію    | 1926                               |                                            |                                        |                                      |
| 27 |                                          | Джеймс Рольф           | Республіканець                              | 6 січня 1931        | 2 червня 1934     | помер на посаді      | 1930                               | Френк Мерріам                              |                                        |                                      |
| 28 |                                          | Френк Мерріам          | Республіканець                              | 2 червня 1934       | 2 січня 1939      | програв вибори       | Перейшов з посади віцегубернатора  | Посада вакантна                            | Посада вакантна                        |                                      |
| 28 | 1934                                     | Френк Мерріам          | Республіканець                              | 2 червня 1934       | 2 січня 1939      | програв вибори       |                                    | Джордж Хетфілд                             |                                        |                                      |
| 29 |                                          | Калберт Олсон          |                                             | Демократ            | 2 січня 1939      | 4 січня 1943         | програв вибори                     | 1938                                       |                                        | Елліс Паттерсон                      |
| 30 |                                          | Ерл Воррен             |                                             | Республіканець      | 4 січня 1943      | 5 жовтня 1953        | за власним бажанням                | 1942                                       |                                        | Фредерік Хаузер                      |
| 30 | 1946                                     | Ерл Воррен             | Ґудвін Найт                                 | Республіканець      | 4 січня 1943      | 5 жовтня 1953        | за власним бажанням                |                                            |                                        |                                      |
| 30 | 1950                                     | Ерл Воррен             | Ґудвін Найт                                 | Республіканець      | 4 січня 1943      | 5 жовтня 1953        | за власним бажанням                |                                            |                                        |                                      |
| 31 |                                          | Ґудвін Найт            | Республіканець                              | 5 жовтня 1953       | 5 січня 1959      | не балотувався знову | Перейшов із посади віцегубернатора | Гарольд Пауерс                             |                                        |                                      |
| 32 |                                          | Пет Браун              |                                             | Демократ            | 5 січня 1959      | 2 січня 1967         | програв вибори                     | 1958                                       |                                        | Ґленн Андерсон                       |
| 32 | 1963                                     | Пет Браун              |                                             | Демократ            | 5 січня 1959      | 2 січня 1967         | програв вибори                     |                                            |                                        | Ґленн Андерсон                       |
| 33 |                                          | Рональд Рейган         |                                             | Республіканець      | 2 січня 1967      | 6 січня 1975         | не балотувався знову               | 1966                                       |                                        | Роберт Фінч (відставка 8 січня 1969) |
| 33 | Едвін Райнеке (відставка 2 жовтня 1974)  | Рональд Рейган         |                                             | Республіканець      | 2 січня 1967      | 6 січня 1975         | не балотувався знову               | 1966                                       |                                        |                                      |
| 33 | 1970                                     | Рональд Рейган         |                                             | Республіканець      | 2 січня 1967      | 6 січня 1975         | не балотувався знову               |                                            |                                        |                                      |
| 33 | Джон Гармер                              | Рональд Рейган         |                                             | Республіканець      | 2 січня 1967      | 6 січня 1975         | не балотувався знову               |                                            |                                        |                                      |
| 34 |                                          | Джеррі Браун           |                                             | Демократ            | 6 січня 1975      | 3 січня 1983         | не балотувався знову               | 1974                                       |                                        | Мервін Дималлі                       |
| 34 | 1978                                     | Джеррі Браун           |                                             | Демократ            | 6 січня 1975      | 3 січня 1983         | не балотувався знову               | Майкл Керб                                 |                                        |                                      |
| 35 |                                          | Джордж Докмеджян       |                                             | Республіканець      | 3 січня 1983      | 7 січня 1991         | не балотувався знову               | 1982                                       |                                        | Лео МакКарті                         |
| 35 | 1986                                     | Джордж Докмеджян       |                                             | Республіканець      | 3 січня 1983      | 7 січня 1991         | не балотувався знову               |                                            |                                        | Лео МакКарті                         |
| 36 |                                          | Піт Вілсон             | Республіканець                              | 7 січня 1991        | 4 січня 1999      | обмеження термінів   | 1990                               | Лео МакКарті                               |                                        |                                      |
| 36 | 1994                                     | Піт Вілсон             | Республіканець                              | 7 січня 1991        | 4 січня 1999      | обмеження термінів   | Грей Девіс                         |                                            |                                        |                                      |
| 37 |                                          | Грей Девіс             |                                             | Демократ            | 4 січня 1999      | 17 листопада 2003    | відкликаний                        | 1998                                       | Круз Бустаманте                        |                                      |
| 37 | 2002                                     | Грей Девіс             |                                             | Демократ            | 4 січня 1999      | 17 листопада 2003    | відкликаний                        |                                            | Круз Бустаманте                        |                                      |
| 38 |                                          | Арнольд Шварценеггер   |                                             | Республіканець      | 17 листопада 2003 | 3 січня 2011         | обмеження термінів                 | 2003 (позачергові)                         | Круз Бустаманте                        |                                      |
| 38 | 2006                                     | Арнольд Шварценеггер   | Джон Ґараменді (відставка 3 листопада 2009) | Республіканець      | 17 листопада 2003 | 3 січня 2011         | обмеження термінів                 |                                            |                                        |                                      |
| 38 | 2006                                     | Арнольд Шварценеггер   | Мона Пасквіл (виконувала обов'язки)         | Республіканець      | 17 листопада 2003 | 3 січня 2011         | обмеження термінів                 |                                            |                                        |                                      |
| 38 | 2006                                     | Арнольд Шварценеггер   | Абель Мальдонадо                            | Республіканець      | 17 листопада 2003 | 3 січня 2011         | обмеження термінів                 |                                            |                                        |                                      |
| 39 |                                          | Джеррі Браун           |                                             | Демократ            | 3 січня 2011      | 7 січня 2019         | обмеження термінів                 | 2010                                       | Абель Мальдонадо                       |                                      |
| 39 | Ґевін Ньюсом                             | Джеррі Браун           |                                             | Демократ            | 3 січня 2011      | 7 січня 2019         | обмеження термінів                 | 2010                                       |                                        |                                      |
| 39 | 2014                                     | Джеррі Браун           |                                             | Демократ            | 3 січня 2011      | 7 січня 2019         | обмеження термінів                 |                                            |                                        |                                      |
| 40 |                                          | Ґевін Ньюсом           | Демократ                                    | 7 січня 2019        | нині на посаді    |                      | 2018                               | Елені Коуналакіс                           |                                        |                                      |

## Нотатки
1. ↑  Правило про початок терміну губернаторства із першого понеділка року не виконувалось до 1939 року. Всі терміни між 1880 та 1931 роками, окрім 1923 року, починались іншого дня. Зазвичай зсув не перевищував двох днів. Невідомо, чому ці терміни не починались у правильний день до 1939 року і чому вони раптом почали дотримуватися правила в 1939 році.
2. ↑  Уряд був сформований в кінці 1849 року і функціонував 10 місяців до отримання Каліфорнією офіційного статусу штату.
3. ↑  Бернетт пішов у відставку, посилаючись на особисті причини: він був невдоволений законодавством і хотів мати більше часу, щоб займатись бізнесом.
4. 1 2 3  Пішов у відставку, щоб зайняти місце в Сенаті США.
5. ↑  Перший губернатор, обраний на чотирирічний термін, а не дворічний.
6. ↑  Ерл Воррен номінувався від республіканської партії на перший і третів термін. На другий термін він отримав номінацію від одразу республіканської, демократичної та прогресивної партій.
7. ↑  Пішов у відставку, щоб зайняти посаду Голови Верховного суду США.
8. ↑  Найт натомість балотувався до Сенату США і був обраний туди.
9. ↑  Ньюсом відклав свій вступ на посаду віцегубернатора, щоб завершити свій термін мера Сан-Франциско. Мальдонадо залишався віцегубернатором до того часу.